# Pietro (-1049)
Pour les articles homonymes, voir Pietro.
Pietro (né à Rome, dans les États pontificaux et mort en 1049) est un cardinal  de l'Église catholique du XIe siècle, nommé par le pape Jean XIX. Sa mère Marozia, est la sœur des papes Benoît VIII et Jean XIX. Il est aussi le cousin du pape Benoît IX.

## Biographie
Le pape Jean XIX le  crée  cardinal  lors du consistoire en 1025 ou  1026.  Pietro  est chancelier et bibliothécaire de la Sainte-Église pendant la pontificat de Benoît IX.